# Abu Hakfah al-Janubi
Abu al-Hakfah Janubi (tiếng Ả Rập: أبو حكفة الجنوبي; còn đánh vần là Abo Hakfa) là một ngôi làng ở phía bắc Syria nằm ở phía đông của Homs thuộc tỉnh Homs. Theo Cục Thống kê Trung ương Syria, Abu Hakfah al-Janubi có dân số 1.036 người trong cuộc điều tra dân số năm 2004. Cư dân của nó chủ yếu là Alawites.